# Johann Anton von Pergen
Johann Anton von Pergen (Wenen, 15 februari 1725 – aldaar, 12 mei 1814) was een Oostenrijkse staatsman die diende onder de Habsburgse monarchie.

## Biografie
Von Pergen kwam uit een adellijke familie die in de zestiende eeuw uit de Nederlanden was geëmigreerd naar Wenen. Hij verkreeg zijn scholing bij de jezuïeten en na zijn studie rechtsgeleerdheid begon hij in 1747 zijn carrière als secretaris op de Oostenrijkse ambassade in Mainz. Een jaar later werd hij gestationeerd in Engeland en hij zou zijn leven lang een grote bewondering houden voor dit land. In 1753 werd hij benoemd tot Graf von Cobenzl en werd von Pergen de keizerlijke gezant te Mainz. Tijdens de Zevenjarige Oorlog was hij gestationeerd in bezet Pruisische gebied.
In 1766 stelde Wenzel Anton von Kaunitz hem aan tot viceminister van Buitenlandse Zaken. Hij was vervolgens betrokken bij de antiklerikale studiehervormingen, maar deze kon hij niet doorzetten omdat deze gedwarsboomd werden door keizerin Maria Theresia van Oostenrijk en de conservatieve kringen aan het hof. Vervolgens was Von Pergen als gouverneur in 1772-1774 betrokken bij de eerste deling van Polen in Galicië.
In 1775 werd Von Pergen benoemd tot kolonel-maarschalk van Neder-Oostenrijk en werd vervolgens onder keizer Jozef II minister van politie. Onder zijn leiding kwam in Oostenrijk een sterke politiemacht tot stand die elk facet van het leven de Oostenrijkse onderdanen controleerde. Toen Leopold II keizer werd legde hij zijn functie neer, maar op 3 januari 1793 keerde hij toch in deze positie terug onder diens opvolger Frans II. In zijn functie hoefde hij alleen verantwoording af te leggen aan de keizer. Samen met zijn plaatsvervanger Franz Joseph Saurau had hij de leiding over de Polizeihofstelle dat een groot budget had om geheime agenten in dienst te kunnen hebben.